# Coppa Italia di pallacanestro maschile 2010
La fase finale della Coppa Italia di pallacanestro maschile 2010 si è svolta tra il 18 ed il 21 febbraio 2010 presso il PalaDelMauro di Avellino.
Ad aggiudicarsi il trofeo è stata la Mens Sana Siena.

## Squadre
Le squadre qualificate sono le prime otto classificate al termine del girone di andata della Serie A 2009-2010. Le prime 4 squadre in classifica sono state considerate teste di serie senza possibilità di scontrarsi al primo turno, mentre le altre (5º-8º posto) sono state abbinate alle teste di serie per sorteggio:
1. Montepaschi Siena
2. Pepsi Caserta
3. Armani Jeans Milano
4. NGC Medical Cantù
5. Canadian Solar Bologna
6. Air Avellino
7. Sigma Coatings Montegranaro
8. Angelico Biella

## Tabellone
|  | Quarti di finale 18-19 febbraio | Quarti di finale 18-19 febbraio | Quarti di finale 18-19 febbraio |                        |                   | Semifinali 20 febbraio | Semifinali 20 febbraio | Semifinali 20 febbraio |  |  | Finale 21 febbraio | Finale 21 febbraio | Finale 21 febbraio |
|  |                                 |                                 |                                 |                        |                   |                        |                        |                        |  |  |                    |                    |                    |
|  | 1                               | Montepaschi Siena               | 84                              |                        |                   |                        |                        |                        |  |  |                    |                    |                    |
|  | 7                               | Sigma Coatings Montegranaro     | 68                              |                        |                   |                        |                        |                        |  |  |                    |                    |                    |
|  | 7                               | Sigma Coatings Montegranaro     | 68                              |                        | 1                 | Montepaschi Siena      | 83                     |                        |  |  |                    |                    |                    |
|  |                                 |                                 |                                 |                        | 1                 | Montepaschi Siena      | 83                     |                        |  |  |                    |                    |                    |
|  |                                 | 8                               | Angelico Biella                 | 53                     |                   |                        |                        |                        |  |  |                    |                    |                    |
|  | 4                               | 8                               | Angelico Biella                 | 53                     | NGC Medical Cantù | 65                     |                        |                        |  |  |                    |                    |                    |
|  | 4                               |                                 |                                 |                        | NGC Medical Cantù | 65                     |                        |                        |  |  |                    |                    |                    |
|  | 8                               | Angelico Biella                 | 70                              |                        |                   |                        |                        |                        |  |  |                    |                    |                    |
|  |                                 |                                 |                                 |                        |                   |                        |                        |                        |  |  | 1                  | Montepaschi Siena  | 83                 |
|  |                                 |                                 | 5                               | Canadian Solar Bologna | 75                |                        |                        |                        |  |  |                    |                    |                    |
|  | 3                               | Armani Jeans Milano             | 55                              |                        |                   |                        |                        |                        |  |  |                    |                    |                    |
|  | 6                               | Air Avellino                    | 59                              |                        |                   |                        |                        |                        |  |  |                    |                    |                    |
|  | 6                               | Air Avellino                    | 59                              |                        | 6                 | Air Avellino           | 61                     |                        |  |  |                    |                    |                    |
|  |                                 |                                 |                                 |                        | 6                 | Air Avellino           | 61                     |                        |  |  |                    |                    |                    |
|  |                                 | 5                               | Canadian Solar Bologna          | 73                     |                   |                        |                        |                        |  |  |                    |                    |                    |
|  | 2                               | 5                               | Canadian Solar Bologna          | 73                     | Pepsi Caserta     | 78                     |                        |                        |  |  |                    |                    |                    |
|  | 2                               |                                 |                                 |                        | Pepsi Caserta     | 78                     |                        |                        |  |  |                    |                    |                    |
|  | 5                               | Canadian Solar Bologna          | 88                              |                        |                   |                        |                        |                        |  |  |                    |                    |                    |

## Verdetti
- Vincitrice Coppa Italia: Montepaschi Siena

Formazione: Henry Domercant, Terrell McIntyre, Nikos Zīsīs, Benjamin Eze, Marco Carraretto, Romain Sato, Kšyštof Lavrinovič, Tomas Ress, David Hawkins, Denis Marconato, Shaun Stonerook. Allenatore: Simone Pianigiani.
- MVP delle finali: Shaun Stonerook, Montepaschi Siena[3]